# Kurt Tenner
Kurt von Tenner (* 18. Juli 1907 in Kalksburg, heute Wien-Liesing; † 19. November 1995 in Wien) war ein österreichischer Dirigent und Komponist.

## Leben
Tenner studierte am Neuen Wiener Konservatorium. Bereits mit 24 Jahren (1931) wurde er Kapellmeister am Opernhaus Graz. Von 1937 bis 1939 wirkte er gastweise als Dirigent in der Städtischen Oper zu Berlin, aber auch an den Opernhäusern von Wuppertal und Trier. Nach Engagements in den Stadttheatern von Liegnitz (heute: Legnica, Polen), Flensburg und der Oper Antwerpen (1941–1943), wechselte er nach dem Zweiten Weltkrieg 1945 an die Wiener Staatsoper.
1948/49 war Tenner Operndirektor am Stadttheater Klagenfurt. Von 1949 bis 1972 wirkte Tenner dann beim ORF (Rundfunk) als Dirigent und Aufnahmeleiter. In diesem Rahmen leitete er u. a. das Große Wiener Rundfunkorchester (Radio-Symphonieorchester) Wien.
Seine Tochter ist die Musikjournalistin und ORF-Programmdirektorin Haide Tenner.

## Auszeichnungen
- 1972 Berufstitel Professor

## Œuvre
- Orchesterwerke (u. a. 1934 nach Gerhart Hauptmann die Ballade Wieland der Schmied für Bariton und Orchester)
- Kammermusik (u. a. 1936 Motette Wie die Väter Gott erschauten), Lieder.